# Gerardo Romero
Gerardo Romero, né en 1906 au Paraguay et mort à une date inconnue, était un footballeur paraguayen international, qui jouait au poste d'attaquant.

## Biographie
Au cours de sa carrière en club, il joue dans le championnat du Paraguay de football au Club Libertad, un des nombreux clubs de la capitale. 
Mais il est surtout connu pour avoir participé à la coupe du monde 1930 en Uruguay, où son pays finit dans le groupe D avec les États-Unis et la Belgique et où les Paraguayens ne finissent qu'à la 2e place du groupe et ne passent pas le 1er tour de la compétition.